# باشگاه فوتبال استومارکت تاون
باشگاه فوتبال استومارکت تاون (به انگلیسی: Stowmarket Town Football Club) یک باشگاه فوتبال در شهر استومارکت، کشور انگلستان است که در سال ۱۸۸۳ میلادی تأسیس شده‌است.